# Babje pšeno
Babje pšeno je padavina v obliki drobnih belih neprozornih gostih okroglih zrn s premerom od 1 do 5 mm. So brez ledenega oklepa. Pri padcu na trdo podlago odskakujejo in se razletijo. 